# Nati nel 1697
| Questa pagina contiene informazioni ricavate automaticamente dalle voci biografiche con l'ausilio del template Bio e di un bot. L'aggiornamento è periodico e automatico e ricostruisce completamente la pagina. Se manca una persona in questa lista, sei pregato di non aggiungerla, ma accertati piuttosto che la sua voce biografica contenga il template Bio e che i dati anagrafici siano correttamente compilati. Se il template Bio manca, inseriscilo tu stesso o, in alternativa, metti l'avviso {{tmp\|Bio}} che ne segnala la mancanza. Se i dati riportati sono sbagliati, correggi direttamente la voce biografica; le modifiche saranno visibili in questa lista entro pochi giorni. Per chiarimenti vedi il progetto biografie. La lista contiene solo le 116 persone che sono citate nell'enciclopedia e per le quali è stato implementato correttamente il template Bio. Pagina aggiornata al 18 lug 2025. |

## Gennaio(11)
- 1º gennaio - Joseph François Dupleix, funzionario francese († 1763)
- 1º gennaio - Antonio Galli da Bibbiena, scenografo e architetto italiano († 1774)
- 2 gennaio - Étienne-René Potier de Gesvres, cardinale e vescovo cattolico francese († 1774)
- 2 gennaio - Emmanuel de Nay, conte di Richecourt, nobile e politico francese († 1759)
- 7 gennaio - Robert Wallace, religioso e economista scozzese († 1771)
- 9 gennaio - Francesco Ferrante Gonzaga, nobile italiano († 1749)
- 10 gennaio - Johann Eberhard Fischer, storico e linguista tedesco († 1771)
- 11 gennaio - William Capell, III conte di Essex, nobile e diplomatico inglese († 1743)
- 15 gennaio - Giovanni Battista Alfieri di Cortemilia, politico e generale italiano († 1763)
- 16 gennaio - Jules de Rohan, principe di Soubise, nobile francese († 1724)
- 30 gennaio - Johann Joachim Quantz, compositore e flautista tedesco († 1773)

## Febbraio(8)
- 1º febbraio - Josse Boutmy, compositore, organista e clavicembalista belga († 1779)
- 2 febbraio - Pierre Carpentier, filologo e presbitero francese († 1767)
- 5 febbraio - William Smellie, ginecologo scozzese († 1763)
- 15 febbraio - Vito Maria Amico, storico, letterato e religioso italiano († 1762)
- 17 febbraio - Charles-Antoine de la Roche-Aymon, cardinale e arcivescovo cattolico francese († 1777)
- 26 febbraio - Giuseppe Pedretti, pittore italiano († 1778)
- 26 febbraio - Edward Thompson, politico inglese († 1742)
- 28 febbraio - Caio Domenico Gallo, storico e letterato italiano († 1780)

## Marzo(7)
- 5 marzo - Giovanni Crisostomo Trombelli, presbitero e filologo italiano († 1784)
- 6 marzo - Franz Joseph Czernin von und zu Chudenitz, nobile e politico boemo († 1733)
- 6 marzo - Stringer Lawrence, militare inglese († 1775)
- 6 marzo - Christopher Maire, teologo e gesuita britannico († 1767)
- 9 marzo - Friederike Caroline Neuber, attrice teatrale tedesca († 1760)
- 10 marzo - Giovanni Battista Biancolini, storico italiano († 1780)
- 24 marzo - Louis-Constantin de Rohan, cardinale e vescovo cattolico francese († 1779)

## Aprile(11)
- 1º aprile - Antoine François Prévost, scrittore, storico e traduttore francese († 1763)
- 1º aprile - Bianca Maria Sforza di Caravaggio, nobile italiana († 1717)
- 2 aprile - Gaetano Casanova, attore teatrale e ballerino italiano († 1733)
- 12 aprile - Antonio Pichler, incisore italiano († 1779)
- 13 aprile - Pietro Beccadelli di Bologna, diplomatico e politico italiano († 1781)
- 20 aprile - Gaspare Negri, vescovo cattolico e mecenate italiano († 1778)
- 23 aprile - George Anson, ammiraglio britannico († 1762)
- 24 aprile - Claude Drevet, incisore francese († 1781)
- 24 aprile - Kamo no Mabuchi, poeta, filologo e filosofo giapponese († 1769)
- 26 aprile - Adam Falckenhagen, compositore tedesco († 1754)
- 28 aprile - Károly Batthyány, generale e politico ungherese († 1772)

## Maggio(7)
- 4 maggio - Jean-Baptiste Landé, ballerino francese († 1748)
- 10 maggio - Jean-Marie Leclair, violinista e compositore francese († 1764)
- 15 maggio - Ernestina del Palatinato-Sulzbach, principessa tedesca († 1775)
- 20 maggio - Francesco Scipione Maria Borghese, cardinale e arcivescovo cattolico italiano († 1759)
- 25 maggio - Giuseppe Felissano, vescovo cattolico italiano († 1757)
- 28 maggio - Federico Bernardo del Palatinato-Birkenfeld-Gelnhausen, nobile tedesco († 1739)
- 28 maggio - Kazimierz Leon Sapieha, nobile e generale polacco († 1738)

## Giugno(6)
- 4 giugno - Jacob Emden, rabbino e religioso tedesco († 1776)
- 9 giugno - Augusto Luigi di Anhalt-Köthen, principe († 1755)
- 11 giugno - Francesco Antonio Vallotti, francescano, organista e compositore italiano († 1780)
- 16 giugno - Jean-Baptiste de La Curne de Sainte-Palaye, letterato francese († 1781)
- 17 giugno - Thomas Coke, I conte di Leicester, nobile, politico e mecenate britannico († 1759)
- 24 giugno - Enrico Giuseppe di Auersperg, nobile austriaco († 1783)

## Luglio(4)
- 9 luglio - Paolo Anesi, pittore e incisore italiano († 1773)
- 9 luglio - Giovanni Benedetto Platti, compositore e musicista italiano († 1763)
- 11 luglio - Jean-Baptiste Bourguignon d'Anville, geografo e cartografo francese († 1782)
- 31 luglio - Pietro Paolo Vasta, pittore italiano († 1760)

## Agosto(10)
- 3 agosto - Manuele Giuseppe di Braganza, nobile († 1766)
- 6 agosto - Carlo VII di Baviera, sovrano († 1745)
- 6 agosto - Nicola Salvi, architetto italiano († 1751)
- 10 agosto - Aleksandr Borisovič Kurakin, politico e ambasciatore russo († 1749)
- 10 agosto - Ramiro Rampinelli, matematico, fisico e religioso italiano († 1759)
- 18 agosto - Benedetta d'Este, nobile italiana († 1777)
- 27 agosto - Francesco Rivera, arcivescovo cattolico italiano († 1777)
- 29 agosto - Adalbert II von Walderdorff, vescovo cattolico e abate tedesco († 1759)
- 30 agosto - Henry Flitcroft, architetto inglese († 1769)
- 31 agosto - Mattia Lampi, pittore austriaco († 1780)

## Settembre(9)
- 6 settembre - Jacopo Muselli, numismatico e antiquario italiano († 1768)
- 8 settembre - Alexander Monro, medico britannico († 1767)
- 10 settembre - Johann Wilhelm Edmund von Sinzendorf-Neuburg, nobile e politico austriaco († 1766)
- 20 settembre - Niccolò Pintucci, pittore italiano († 1770)
- 22 settembre - Giuseppe Antonio Osorio Alarçon, politico e diplomatico italiano († 1763)
- 23 settembre - Giovanni Luca Pallavicini, nobile italiano († 1773)
- 25 settembre - Francesco Giosea di Sassonia-Coburgo-Saalfeld, duca († 1764)
- 27 settembre - Franz Ernst Brückmann, medico, naturalista e mineralogista tedesco († 1753)
- 27 settembre - Chevalier de Grimaldi, politico monegasco († 1784)

## Ottobre(8)
- 1º ottobre - Johannes Schuyler, Jr., imprenditore e politico statunitense († 1741)
- 3 ottobre - Giovanni Fogliani Sforza d'Aragona, politico e diplomatico italiano († 1780)
- 16 ottobre - Maria Anna di Borbone-Condé, principessa francese († 1741)
- 18 ottobre - Ludovico Maria Torriggiani, cardinale italiano († 1777)
- 25 ottobre - Bartolomeo Ruspoli, cardinale italiano († 1741)
- 27 ottobre - Nicola Cioffi, arcivescovo cattolico italiano († 1758)
- 28 ottobre - Johann Gottfried Auerbach, pittore e incisore austriaco († 1753)
- 30 ottobre - Pantaleone Borzi, letterato e presbitero italiano († 1748)

## Novembre(12)
- 3 novembre - Domenico Valguarnera, vescovo cattolico italiano († 1751)
- 8 novembre - Giovanni Lami, storico, bibliotecario e abate italiano († 1770)
- 9 novembre - August Aleksander Czartoryski, principe polacco († 1782)
- 10 novembre - William Hogarth, pittore e incisore inglese († 1764)
- 10 novembre - Luisa Ippolita di Monaco, principessa monegasca († 1731)
- 11 novembre - Faustina Bordoni, contralto italiano († 1781)
- 13 novembre - Teodoro Benedetti, scultore e architetto italiano († 1783)
- 15 novembre - Johann Baring, imprenditore tedesco († 1748)
- 17 novembre - René-Prosper Tassin, storico e diplomatista francese († 1777)
- 23 novembre - John Gill, teologo britannico († 1771)
- 25 novembre - Maria Carolina Sobieska, nobile polacca († 1740)
- 30 novembre - Antonio Andrea Galli, cardinale italiano († 1767)

## Dicembre(4)
- 5 dicembre - Giuseppe de Majo, compositore italiano († 1771)
- 7 dicembre - Pietro Augusto di Schleswig-Holstein-Sonderburg-Beck, nobile tedesco († 1775)
- 18 dicembre - Marc'Antonio Dal Re, incisore e scrittore italiano († 1766)
- 21 dicembre - Georg Erhard Hamberger, chimico, fisiologo e chirurgo tedesco († 1755)

## Senza giorno specificato(19)
- Bernardus Accama, pittore olandese († 1756)
- Bernhard Siegfried Albinus, medico tedesco († 1770)
- Giovanni Francesco Braccioli, pittore italiano († 1762)
- Canaletto, pittore e incisore italiano († 1768)
- Donato Paolo Conversi, pittore italiano († 1760)
- George Desmarées, pittore svedese († 1776)
- Annibale Pio Fabri, tenore e compositore italiano († 1760)
- Giuseppe Fali, pittore italiano († 1772)
- Albert François Floncel, politico francese († 1773)
- Michele Grimani, italiano († 1775)
- Nicolas Magens, imprenditore tedesco († 1764)
- John Mordaunt, generale e politico britannico († 1780)
- Nishimura Shigenaga, pittore e incisore giapponese († 1756)
- Michele Pagano, pittore italiano
- Giuseppe Pozzi, anatomista e scrittore italiano († 1752)
- Paul Richard, politico statunitense († 1756)
- George Sale, arabista inglese († 1736)
- Ippolito Sivieri, ingegnere, architetto e gesuita italiano († 1780)
- Gaetano Susali, scultore italiano († 1779)